# 草屯燉倫堂

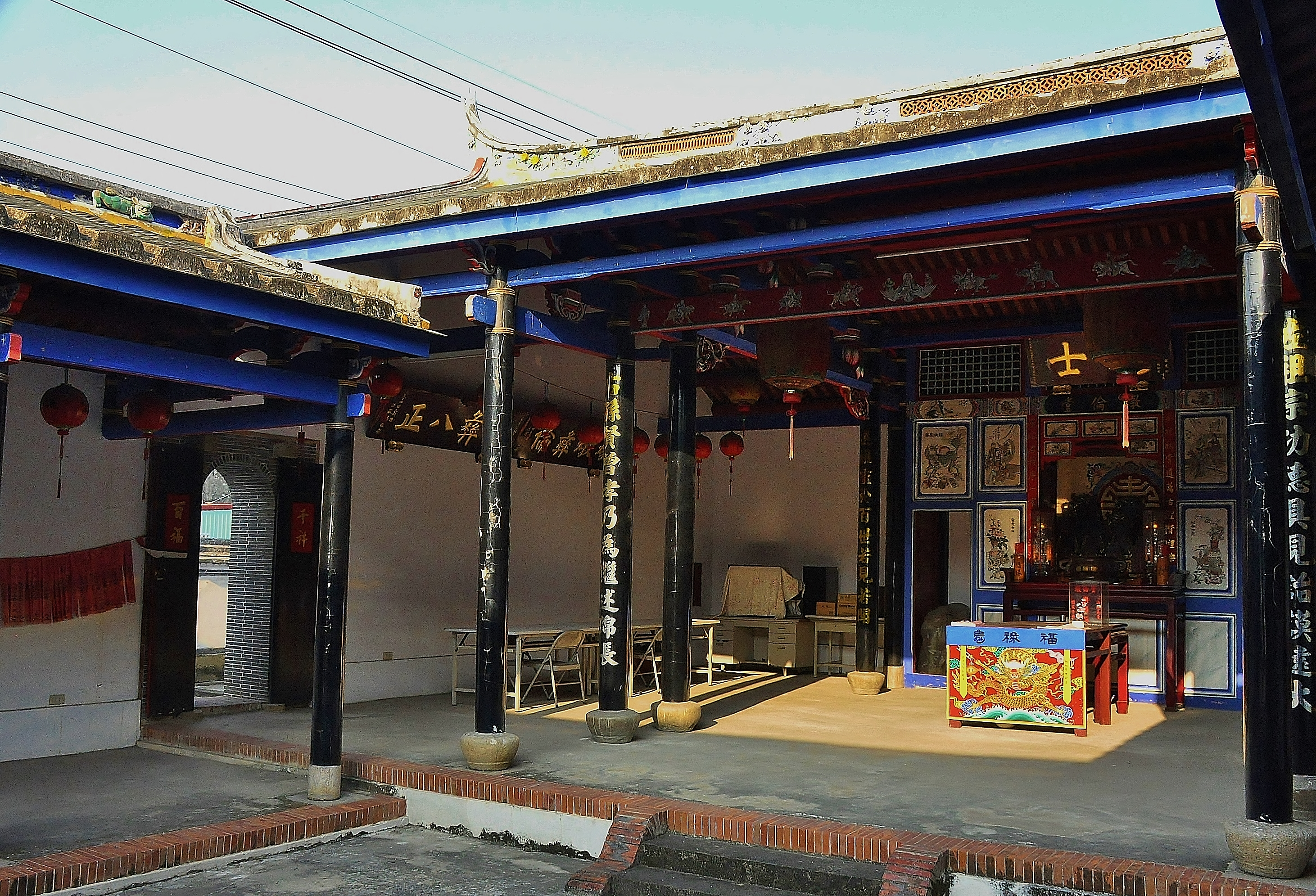
草屯燉倫堂內景

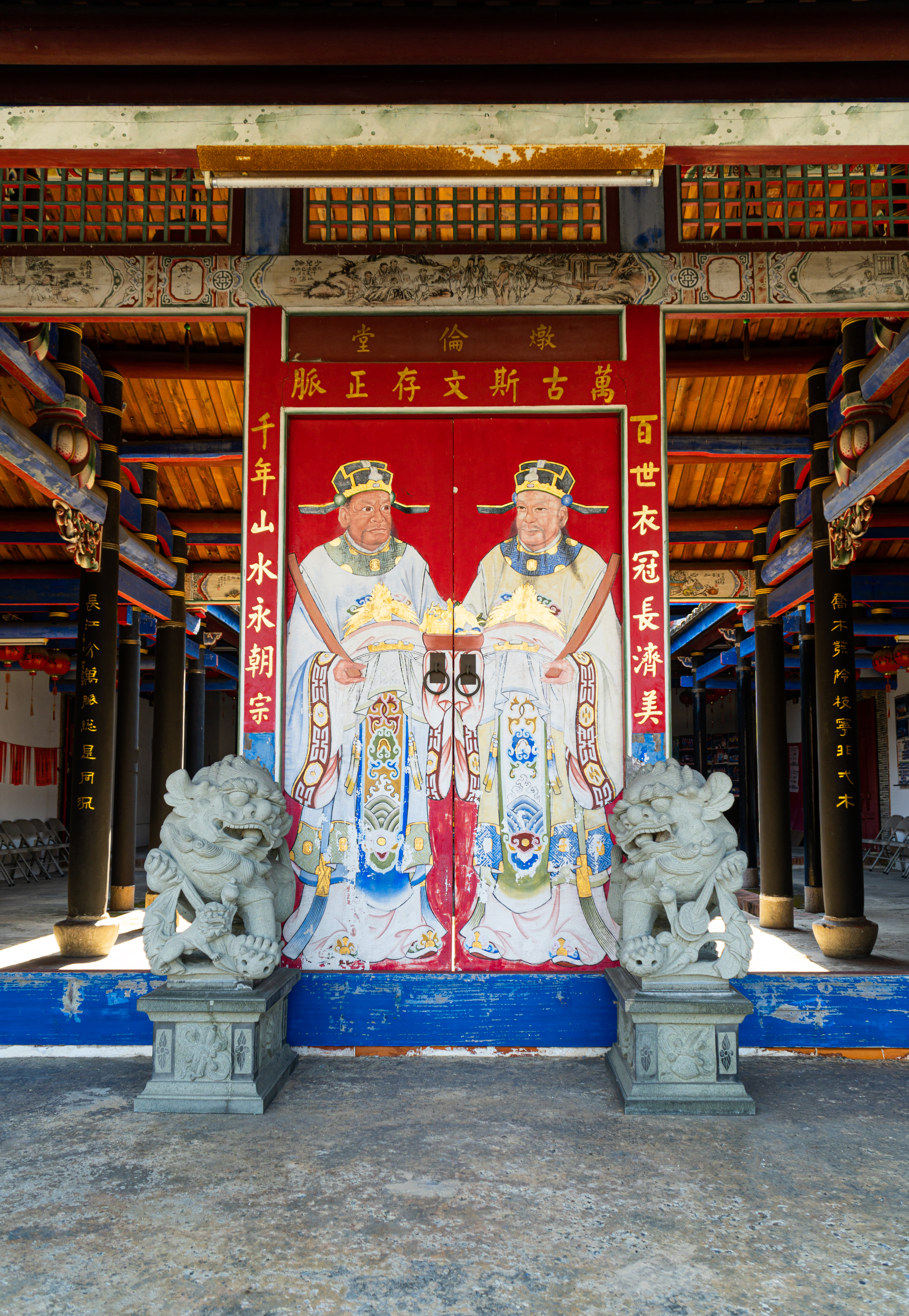
草屯燉倫堂大門近照

草屯燉倫堂，俗稱頂茄荖洪祖厝，建立於清道光十年（1830年），為一座位於台灣南投縣草屯鎮在地大族洪氏的家族祠堂，亦為南投縣唯一被指定為縣定古蹟的私有祠堂。

## 沿革
清雍正之前，南投草屯地區為平埔族洪雅族北投社之獵場，行政區隸屬於北投堡，為一望無際的茅草荒原。當時漢人向平埔族人耕地，並修建水利工程八堡圳，以引濁水溪之水灌溉耕地。:26
清雍正到嘉慶年間，洪氏家族從中國大陸漳州府漳浦縣車田下營分批來台開墾，各自形成「和蒼」、「性植」、「敦樸」等三大房系，其開墾地區遍及草屯鎮石川、加老、御史、北勢、新庄、新豐等里，彰化縣芬園鄉嘉興、茄荖以及台中市霧峰鄉六股、舊社、萬斗六等地區。
清乾隆年間，草屯地區形成洪姓、李姓、林姓、簡姓四大氏族之血緣聚落。
1810年（清嘉慶十五年）七月，洪氏祖籍地，因為吳、林兩姓氏族勢大逼人，四處劫掠五穀、金銀、牛羊，洪氏第廿七世的洪秉正被迫舉家遷台，成為洪氏敦樸派下陽明派的渡臺祖，該陽明派族人來台初期，居住於彰化縣北投堡頂茄荖庄后五張犁份（今加老里舊厝），並興建水利工程，引用烏溪之水，灌溉頂茄荖、下茄荖以利開墾，使得開墾之地成為水田。
1830年（清道光十年），洪氏陽明派族人於草屯頂茄荖，建立敦樸派下第六、七房之宗祠「燉倫堂」，名稱以「燉燉彝倫」的縮寫「燉倫」為名，「燉」含有家族旺盛之意，「彝倫」則期望族人能察人倫，遵守道、義、理、序，共襄倫理道德之盛況，其堂內則供奉著洪文色及洪氏後代之神位，後世族人稱其為「祖厝」:26。該堂建立後，每年皆舉行古禮春、秋祭儀兩祭，經費由派下親族支付。
戰後，燉倫堂長期借給草屯鎮公所辦活動使用，並由該公所協助整修。
燉倫堂為洪氏在草屯建立的祠堂、古厝中創建年代最久，保存最好的祠堂，其整修紀錄，除了1898年（日明治三十一年），該堂前殿遭大水沖擊並修復以及1905年（日明治三十八年）、1919年（日大正八年）的局部整修，至今無重大整修的紀綠，依然保有原風貌。
1993年（民國八十二年），經內政部公告指定草屯燉倫堂為台閩地區第三級古蹟，亦為南投縣唯一被登錄為古蹟的私有祠堂。

## 建築
草屯燉倫堂為三開間二進兩廊之建築，採閩南傳統四合院形式，坐東朝西，面向洪氏祖籍地漳州，建築面寬12．6公尺、深24.4公尺，佔地307.43平方公尺。大木結構依循漳州風格，門窗多漆為黑色，無鮮豔的裝飾和彩繪，呈現出古樸潔淨與莊嚴肅穆之風格。前殿則採凹式平面，不另設檐柱，以前點金柱作為門柱用，凝聚出緊湊的前置空間，前殿的兩側兩開間的廂廊與正殿連接。正殿採敞廳式手法處理，中央做有神龕，次間不設從祀神位。建物構造為就地取材，以杉木、土埆面和砂岩為主，中庭則為夯土，前殿與正殿面為單檐燕尾脊板瓦屋面，屋脊較一般廟宇平直，僅在翼角略為揚起，規帶與正脊相接處略向內收，在視覺上有緊箍效果。

## 外部連結
- 南投新聞 草屯加老社造戲說燉倫堂 （页面存档备份，存于）
- 南投縣議會 『戲說燉倫堂．轉動加老』 歌仔戲演出展現社區特色 議員蔡銘軒、唐曉棻盼藉此讓大家更認識在地文化 （页面存档备份，存于）
- 玩全台灣旅遊網 燉倫堂 （页面存档备份，存于）